# Worms (série de jogos eletrônicos)
Worms é uma série de jogos eletrônicos que foi criada pela Microprose e Team17. No gênero de estratégia, a série de jogos Worms cria um novo estilo de jogos de raciocínio. Os jogadores controlam um time de vermes que têm como objetivo principal destruir os times adversários. Para isso estão disponíveis várias armas e equipamentos.
A mecânica do jogo vem de clássicos dos jogos como o Gorilla, onde cada jogador controlava um gorila que deveria, digitando o ângulo e a força que seria utilizada para jogar uma banana explosiva, destruir o adversário antes que o mesmo o fizesse. Worms parte do mesmo princípio, levando o clássico Gorilla a um novo nível, onde cada time é composto de vários vermes e o arsenal de armas beira a casa dos 20.
Um dos atrativos do jogo é o fato dele ser jogado em turnos, o que fornece suporte para várias pessoas jogarem através de um console ou PC apenas, sem necessidade de conexão com a Internet para jogos multijogador. Apesar disso, em algumas versões é suportado o jogo multijogador pela Internet ou através de rede local (LAN). Por ser em turnos, o lag é desprezível.

## Jogos da série
| Variantes 2D | Variantes 2D                                                          | Variantes 2D | Variantes 3D |
| Primeira Geração | Segunda Geração                                                       | Terceira Geração | Variantes 3D |
| --- | --------------------------------------------------------------------- | --- | --- |
| - Worms (1995) - Worms Reinforcements (1995) - Worms & Reinforcements United (1996) - Worms: The Director's Cut (1997) | - Worms 2 (1997) - Worms Armageddon (1999) - Worms World Party (2001) | - Worms: Open Warfare (2006) - Worms (2007) - Worms: Open Warfare 2 (2007) - Worms: A Space Oddity (2008) - Worms 2: Armageddon (2009) - Worms: Battle Islands (2010) - Worms Reloaded (2010) - Worms Revolution (2012) | - Worms 3D (2003) - Worms Forts: Under Siege (2004) - Worms 4: Mayhem (2005) - Worms Ultimate Mayhem (2011) - Worms W.M.D (2016) |

## Worms em 3D
Foram lançadas versões em 3D, com novas armas, como a bomba chiclete. Os cenários foram bem elaborados e a dinâmica do jogo não foi alterada. Entretanto, nos jogos anteriores, em 2D, era relativamente mais simples de se controlar os personagens. O uso da corda ninja se tornou um pouco mais complicado nos novos cenários.

## Novo jogo da série
No dia 27 de julho de 2011 a Team 17 anunciou Worms Ultimate Mayhem um novo jogo 3D da série que será lançado para Windows, PlayStation Network e Xbox Live Arcade, previsto para ser lançado ainda em 2011. Descrito como uma compilação em alta definição de Worms 3D e Worms 4: Mayhem, que além de conteúdo de ambos os jogos, contará com mais missões, personalizações, puzzles e worms.